# Men in Black - The Series: Crashdown
Men in Black - The Series: Crashdown è un videogioco di genere sparatutto in prima persona sviluppato nel 2001 dalla Runecraft e pubblicato dalla Atari il 1º novembre 2001 esclusivamente per PlayStation.
Il videogioco è ispirato alla serie televisiva animata Men in Black, tratta a sua volta dall'omonimo film del 1997 con Will Smith e Tommy Lee Jones.

## Trama
L'agente J e l'agente K lavorano per un'organizzazione segreta nota come Men in Black (ossia gli "Uomini in Nero", dal tipico completo che indossano), la quale si occupa di monitorare e gestire le forme di vita aliene che giungono sulla Terra per i più svariati motivi. Fra questi extraterrestri, alcuni sono pericolosi criminali ricercati in tutta la galassia.
La sindrome del luna park
Dopo il solito allenamento settimanale al poligono di tiro che spetta a tutti gli agenti MIB (La sindrome del poligono di tiro), K si reca in missione a Coney Island, per indagare su una giostra che i MIB sospettano essere in realtà un razzo spaziale pronto al decollo, per far lasciare illegalmente la Terra a degli extraterrestri. Dopo aver eliminato tutti gli alieni sul suo cammino, K trova la giostra in questione e vi accede: i MIB avevano ragione. Una volta trovato il pannello di controllo, K lo distrugge e impedisce di fatto al razzo di decollare, dopodiché sgombera i condotti fognari del luna park dagli ultimi alieni rimasti, sconfiggendo in battaglia anche la loro regina, chiamata Regina Kayzor.
La sindrome dell'alieno di Alcatraz
Tornato al quartier generale, l'agente Z, capo dei MIB, affida a K il compito di bloccare il tentativo di fuga da parte di alcuni criminali alieni, la cui nave-prigione si è schiantata vicino a una discarica. K deve fronteggiare le numerose ondate di prigionieri in rivolta, traendo in salvo e neuralizzando anche i poliziotti che sono stati catturati dai criminali spaziali. L'agente riesce con successo a fermare l'evasione di massa, ma un fuggitivo in particolare è riuscito a farla franca e a far perdere le sue tracce: si tratta di Alpha, un ex agente MIB passato dalla parte del nemico che si è installato parti cibernetiche sul corpo per potenziarsi, trasformandosi di fatto in un mostro.
La sindrome del treno per Roswell
Qualche tempo dopo, all'agente J viene assegnato un normale pattugliamento di routine delle strade cittadine, con suo grande disappunto. Mentre è appostato in macchina, tuttavia, J nota un passante in impermeabile a cui dietro sbuca una coda rossa. Intuendo immediatamente che si tratta di un alieno sotto mentite spoglie, J lo raggiunge, ma l'extraterrestre, messo con le spalle al muro, si toglie il travestimento e scappa nella metropolitana. L'alieno si rivela essere un Crusthaal, un essere simile a un'aragosta a grandezza d'uomo. J lo insegue e dopo un breve scontro, riesce a far arrendere il clandestino spaziale e a trarlo in arresto.
La sindrome E.T.E.R.
Discutendo con Frank, il carlino parlante informatore dei MIB, K viene a sapere che il Padrino, il leader della Famiglia Aliena di New York, è ricoverato in ospedale, e che i suoi nemici vogliono approfittare della situazione per eliminarlo facilmente. Capendo che l'assassinio di uno dei più importanti capi della mafia aliena non può che portare a una serie di catastrofici eventi di vendetta e guerra fra bande in città, l'agente si reca in ospedale per proteggere il Padrino dai suoi attentatori. K riesce egregiamente nei suoi intenti, ma il Padrino, risvegliatosi nel frattempo dall'anestesia, vedendo K armato a fianco a lui e il trambusto causato dalle sparatorie con gli altri alieni, pensa che l'agente sia un emissario dei MIB inviato per ucciderlo. Dichiarando quindi guerra ai Men in Black, il Padrino si teletrasporta altrove.
La sindrome degli Fmen in Black
Nel frattempo, una razza di alieni simili a insetti chiamati Fmeck atterra con la sua mini-astronave nel giardino di un'anziana signora, colonizzandolo con una fortezza e degli avamposti militari. Venutosi a sapere del fatto al quartier generale dei MIB, Z affida a J il compito di fermare gli Fmeck, che vogliono conquistare la Terra per mezzo della cosiddetta Super-Pistola, una tanto bizzarra quanto potente arma in grado di distruggere la luna, causando gravi sconvolgimenti ambientali al nostro pianeta. L'agente viene quindi rimpicciolito tramite uno speciale laser ideato dagli esperti MIB, raggiungendo le dimensioni di un insetto, proprio come gli Fmeck. Attraversando il giardino e raggiungendo la fortezza aliena, J vi si infiltra nel tentativo di rintracciare e distruggere la Super-Pistola. La missione ha successo, ma Fmerv, l'imperatore degli Fmeck, scende personalmente sul campo di battaglia, mettendo i bastoni fra le ruote a J, che però riesce a sconfiggerlo e a far ritorno alla base.
La sindrome dell'arrivo degli Schmaggon
Nel quartiere cinese della città, viene consegnato un ingente carico di bottiglie di Grank, una bevanda proibita dalle leggi galattiche e bandita dalla Terra in quanto potenzialmente velenosa e letale per l'uomo, proprio in coincidenza dell'arrivo sulla Terra di pericolosi e irascibili alieni chiamati Schmaggon. K intuisce che dietro alla faccenda c'è Alpha, e si reca sul posto per indagare. I suoi iniziali sospetti vengono confermati e dopo aver distrutto il carico di Grank, si lancia all'inseguimento di Alpha che ha tenuto una bottiglia per sé, con lo scopo di rovesciarla nell'impianto idrico della città e avvelenare tutti. K riesce a distruggere anche quest'ultima bottiglia, ma nel tentativo di farlo, si lascia sfuggire Alpha, che approfitta della distrazione dell'agente per scappare.
La sindrome del Texas
Da Frank, J e K vengono a conoscenza di un incontro che il Padrino terrà con alcuni suoi scagnozzi in un magazzino nei pressi del porto. Mentre K tiene d'occhio Frank, che teme ripercussioni da parte della Famiglia Aliena per aver rivelato tutte queste informazioni, J si reca sul posto e, una volta trovato il luogo esatto dell'incontro, si nasconde e scatta delle fotografie. A causa del flash della macchina fotografica, J viene scoperto e il Padrino stesso si fionda al suo inseguimento, per ucciderlo. Tuttavia il piano del boss alieno fallisce, e cade lui stesso vittima dell'agente J, che lo intrappola in una sorta di camera iperbarica dotata di un dispositivo laser in grado di carbonizzare in pochi secondi qualunque forma di vita si trovi al suo interno. Il Padrino viene quindi messo fuori gioco, e J torna alla base con le foto, che però, per via della fretta con cui sono state scattate, inquadrano soltanto le casse dietro cui si era nascosto J.
La sindrome casa dolce casa
Mentre K sta interrogando Jeebs, un alieno a cui ricresce sempre la testa anche se decapitato e che ha un negozio in città, arriva una telefonata dal quartier generale MIB. Non appena K risponde, l'imperatore Fmerv appare come interlocutore, rivelando che gli Fmeck hanno invaso e assediato la base. K accorre subito in aiuto dei colleghi e compagni, sgominando gli insettoidi, ingraditisi sfruttando lo stesso raggio laser che aveva usato J per rimpicciolirsi, ed eliminando definitivamente Fmerv, non senza riportare tuttavia lesioni e ferite.
La sindrome Agente J Presidente
Con K temporaneamente fuori combattimento, la missione finale di salvare il Presidente degli Stati Uniti rapita dal Padrino, evidentemente scampato in qualche modo non meglio precisato alla morte nello scontro con J, e da Alpha, spetta proprio a J. Introdottosi all'interno del World Resource Centre, l'agente disinnesca le bombe attivate dagli scagnozzi extraterrestri e trae in salvo il Presidente. Una volta scortata questi in un posto sicuro, J affronta e fa fuori una volta per tutte il Padrino, dopodiché elimina anche Alpha dopo un furioso scontro.
Il Presidente, sana e salva, ringrazia pubblicamente in conferenza stampa i Men in Black per quanto fatto nel proteggere lei, gli Stati Uniti e il pianeta intero dalle varie minacce aliene, rivelando così l'esistenza dell'organizzazione e degli alieni all'umanità intera, che reputa ormai pronta a sapere tutta la verità.
Ma J, K e tutti i MIB sanno che non è così e che è più sicuro per l'umanità rimanere all'oscuro di tutto, così i due agenti puntando i loro neuralizzatori in fronte alle telecamere e, sfruttando il collegamento in diretta televisiva mondiale, neuralizzano in un colpo solo tutta l'umanità.
Nello stesso istante, un'immensa astronave da combattimento si avvicina minacciosamente alla Terra...

## Modalità di gioco
Men in Black - The Series: Crashdown è un tipico sparatutto in prima persona.
Il giocatore veste, a seconda del livello, i panni dell'agente J o dell'agente K, senza cambiamenti sostanziali nell'arsenale o nelle abilità.
Il gioco si compone di nove missioni principali e una missione secondaria che funge da tutorial. Queste missioni si articolano a loro volta in uno, due o tre livelli ciascuna, per un totale di 27 livelli. Ogni missione è introdotta e conclusa da dei filmati in CGI, che si possono riguardare liberamente dal menù principale. Da qui è possibile rigiocare anche tutti i livelli e consultare gli extra del gioco (quali bozzetti, riconoscimenti, database alieno e storia dei MIB).
Il giocatore ha a disposizione un arsenale di armi altamente futuristiche, che non dispongono di munizioni infinite, pertanto vanno ricaricate presso gli appositi terminali sparsi nei livelli. Le armi sono sparse per il livello e bisogna raccoglierle per poterle utilizzare, sebbene non sia obbligatorio farlo. Non è possibile conservarle dai livelli precedenti, quindi all'inizio di ogni nuovo livello ci si ritroverà solo con la pistola standard in dotazione, salvo alcune eccezioni verso il finale del gioco dove si partirà con un'arma più potente.
Il giocatore dispone di una salute limitata, che diminuirà a ogni colpo inflitto dai nemici. È possibile ripristinarla raccogliendo i medikit in giro per i livelli. I medikit sono solo di due tipi e restituiscono il 50% o il 100% della salute. Non sono trasportabili e vengono utilizzati automaticamente all'istante quando ci si cammina sopra, perciò se un giocatore non ne ha bisogno o semplicemente vuole conservarlo per farne uso più tardi, dovrà tornare indietro sui suoi passi fino al punto dov'è il medikit.
In basso a sinistra sullo schermo è  disponibile un radar che però segnerà solo la posizione dei nemici (rappresentati da dei puntini di colori diversi a seconda della razza aliena) senza riportare la mappa del livello che, una volta trovata e debitamente raccolta, sarà consultabile dal menù di pausa.
È possibile raccogliere due potenziamenti temporanei quali il Turbo, che aumenta per alcuni secondi la velocità di corsa del personaggio, e lo Scudo Energetico, una speciale barriera che protegge la Salute e diminuisce al suo posto quando si è colpiti.
Il giocatore può correre, spostarsi lateralmente, abbassarsi e arrampicarsi sulle scale a pioli, ma non può saltare.
Il giocatore non dispone di vite extra né di checkpoint, perciò a ogni sua morte o obiettivo della missione fallito, si dovrà ricominciare il livello tutto da capo.
È possibile salvare il gioco solo alla fine di ogni livello.
Gli unici collezionabili disponibili sono i codici dei trucchi ben nascosti nelle ambientazioni e le mappe dei livelli.
Il gioco è interamente tradotto e doppiato in italiano.

## Missioni
- La sindrome del poligono di tiro (livello tutorial saltabile)
- La sindrome del luna park
- La sindrome dell'alieno di Alcatraz
- La sindrome del treno per Roswell
- La sindrome E.T.E.R.
- La sindrome degli Fmen in Black
- La sindrome dell'arrivo degli Schmaggon
- La sindrome del Texas
- La sindrome casa dolce casa
- La sindrome Agente J Presidente

## Personaggi
- Agente J: il più giovane membro dei MIB e uno degli ultimi arrivati. È un tipo irriverente e sarcastico, a cui non vanno molto a genio la discrezione, la pomposità e le rigide prassi imposte dall'organizzazione per cui lavora. Sembra un tipo sciocco, ma è molto coraggioso e determinato. Doppiato in italiano da Luca Sandri.
- Agente K: uno dei più anziani agenti dei MIB dopo Z. È il collega di J, ed è stato lui a reclutare il giovane nell'organizzazione. È molto saggio e prudente, oltre che profondamente rispettoso delle regole dei MIB. Doppiato in italiano da Pietro Ubaldi.
- Agente Z: il capo dei MIB. Un uomo paffutello e buono, con alle spalle una grande carriera da agente MIB. Fornirà informazioni utili all'inizio di ogni livello. Doppiato in italiano da Antonio Paiola.
- Agente X: un tipo antipatico e poco rispettoso nei confronti dei colleghi e delle regole in generale. Ha una folta chioma rossa e una voce cavernosa. Doppiato in italiano da Marco Balzarotti.
- Agente L: un'avvenente donna bionda che non va molto d'accordo con J e che lo prende sempre in giro. Malgrado ciò, sembra essere una buona agente MIB.
- Presidente degli Stati Uniti: una donna matura che si dimostra molto grata ai MIB che l'hanno salvata. Doppiata in italiano da Silvana Fantini.
- Frank il carlino: un alieno simile a un cane con antenne verdi e tre code, che per rimanere in incognito si nasconde sotto le sembianze di un comune carlino. È l'informatore dei MIB e grazie a quello che sa, contribuisce a far sì che le indagini degli agenti arrivino a un punto di svolta. Doppiato in italiano da Marco Balzarotti.
- Imperatore Fmerv: l'arcigno sovrano degli Fmeck, una razza di alieni simili a insetti, che pensa di poter conquistar la Terra nonostante le sue dimensioni estremamente ridotte. Doppiato in italiano da Pietro Ubaldi.
- Alpha: conosciuto in passato come agente A, questo pericoloso criminale era uno dei migliori agenti MIB, ma in seguito a degli avvenimenti dolorosi occorsi a causa del suo lavoro di Man in Black, decide di abbandonare la sua vita e di potenziarsi installandosi componenti cibernetici sul corpo, divenendo un malvagio umanoide. Doppiato in italiano da Luca Sandri.
- Il Padrino: il boss della mafia aliena a New York. È all'apparenza un uomo dalla pelle completamente blu, vestito con un gessato bianco ed estremamente pericoloso. In realtà quello che si vede esteriormente è solo un involucro robotico che nasconde il vero Padrino: un piccolo alieno che risiede all'interno del corpo comandandolo attraverso un pannello di controllo. Non è chiaro come sopravviva al primo scontro con l'agente J.

## Armi
- J2 Standard: la classica pistola laser normalmente in dotazione a qualsiasi agente MIB.
- J4 Deatomizer: una versione più avanzata della J2, simile a un fucile laser a raffica.
- Grillo Tonante: un'arma tanto piccola quanto devastante, dal rinculo potente. È in grado di eliminare i nemici in uno o al massimo due colpi.
- Tremenda Verità: a tutti gli effetti un Gatling che spara rapidissime munizioni laser. Molto potente.
- Lanciarazzi JX: un'arma in grado di sparare fino a tre colpi contemporaneamente disintegrando i nemici in una volta sola. Purtroppo è molto lenta, sia a sparare che a ricaricare.
- FIA: un'arma strana simile a un superliquidator che tuttavia elimina gli ostacoli in pochi colpi.
- Punzecchiatore: un'arma che produce raggi simili a scariche elettriche, le quali rintracciano e colpiscono automaticamente i nemici se sono abbastanza vicini. Ha una gittata corta.
- Carbonizer: un'arma simile a uno spruzzatore di diserbante. Sprigiona una grande nuvola di gas nocivo, che elimina all'istante tutti i nemici che ne vengono a contatto. Purtroppo è lentissima e la traiettoria della nuvola di gas prodotta è casuale e non controllabile.
- Granate sferiche: classiche piccole bombe che esplodono all'istante se colpiscono un nemico, mentre impiegano qualche secondo se lanciate a terra.